# Saint-Auban-sur-l'Ouvèze
Pour les articles homonymes, voir Saint-Auban (homonymie).
Saint-Auban-sur-l'Ouvèze est une commune française située dans le département de la Drôme, en région Auvergne-Rhône-Alpes.

## Géographie

### Localisation
Saint-Auban-sur-l'Ouvèze est situé à 16 km à l'est de Buis-les-Baronnies (chef-lieu du canton).

### Relief et géologie
Le relief de la commune est accidenté (deux vallées entourées de collines et montagnes).

Le village est situé à une altitude de 640 m.

Le point culminant de la commune est la montagne de Clavelière, à 1 352 m d'altitude.
Sites particuliers :
- Combe Bellonne
- Combe du Devès ;
- Montagne de Haute Huche ;
- Rocher du Maupas ;
- Serre de Robine ;
- Serre du Devès ;
- Serre Nouveau.

### Hydrographie
La commune est arrosée par les cours d'eau suivants :
- le Charuis, affluent de l'Ouvèze ;
- l'Entane, affluent de l'Ouvèze ;
- l'Ouvèze ;
- Ravin de Capriane, affluent du Ruisseau de Gressaure ;
- Ravin de Combe Bellonne, affluent du Charuis ;
- Ravin de la Truchière, affluent de l'Entane ;
- Ravin de Pisserelle, affluent de l'Entane ;
- Ravin de Saint-Martin, affluent de l'Ouvèze ;
- Ravins des Baumes, affluent du Ruisseau de Gressaure ;
- Ruisseau d'Anaru, affluent de l'Ouvèze ;
- Ruisseau de Gressaure, affluent de l'Ouvèze ;
- Ruisseau de la Combe, affluent du Charuis ;
- Ruisseau de la Micoulaude, affluent de l'Ouvèze ;
- Ruisseau de Montpasse, affluent de l'Ouvèze ;
- Ruisseau du Rang, nom de l'Entame' en amont.

Le village domine le confluent du Charuis et de l'Ouvèze.
La source de Gressore est située sur la commune.

### Climat
Pour des articles plus généraux, voir Climat d'Auvergne-Rhône-Alpes et Climat de la Drôme.
En 2010, le climat de la commune est de type climat méditerranéen altéré, selon une étude du Centre national de la recherche scientifique s'appuyant sur une série de données couvrant la période 1971-2000. En 2020, Météo-France publie une typologie des climats de la France métropolitaine dans laquelle la commune est exposée à un climat de montagne ou de marges de montagne et est dans la région climatique  Alpes du sud, caractérisée par une pluviométrie annuelle de 850 à 1 000 mm, minimale en été. 
Pour la période 1971-2000, la température annuelle moyenne est de 11,2 °C, avec une amplitude thermique annuelle de 16,5 °C. Le cumul annuel moyen de précipitations est de 935 mm, avec 7,2 jours de précipitations en janvier et 4,6 jours en juillet. Pour la période 1991-2020, la température moyenne annuelle observée sur la station météorologique installée sur la commune est de 11,6 °C et le cumul annuel moyen de précipitations est de 790,0 mm,. Pour l'avenir, les paramètres climatiques de la commune estimés pour 2050 selon différents scénarios d'émission de gaz à effet de serre sont consultables sur un site dédié publié par Météo-France en novembre 2022.
| Mois                                  | jan.          | fév.           | mars           | avril         | mai           | juin         | jui.          | août          | sep.          | oct.          | nov.           | déc.           | année      |
| ------------------------------------- | ------------- | -------------- | -------------- | ------------- | ------------- | ------------ | ------------- | ------------- | ------------- | ------------- | -------------- | -------------- | ---------- |
| Température minimale moyenne (°C)     | −1,8          | −2,2           | 0,5            | 3,8           | 7,1           | 10,8         | 12,6          | 12,3          | 9,3           | 6,5           | 2,3            | −1             | 5          |
| Température moyenne (°C)              | 3,6           | 3,8            | 7              | 10,5          | 13,9          | 18,2         | 20,6          | 20,1          | 16,4          | 12,6          | 7,7            | 4,3            | 11,6       |
| Température maximale moyenne (°C)     | 8,9           | 9,8            | 13,4           | 17,2          | 20,7          | 25,7         | 28,5          | 27,9          | 23,5          | 18,7          | 13,1           | 9,6            | 18,1       |
| Record de froid (°C) date du record   | −14 30.01.05  | −17,1 05.02.12 | −13,1 02.03.05 | −5,9 08.04.21 | −2 03.05.21   | 0,5 03.06.06 | 5,2 09.07.05  | 3,9 31.08.10  | 0,2 16.09.17  | −5,4 21.10.07 | −10,5 17.11.07 | −15,4 18.12.10 | −17,1 2012 |
| Record de chaleur (°C) date du record | 21,4 28.01.08 | 22,5 27.02.19  | 23,8 31.03.12  | 28 08.04.11   | 32,2 22.05.22 | 39 28.06.19  | 36,7 18.07.23 | 38,3 23.08.23 | 32,9 04.09.23 | 30,3 08.10.23 | 22,4 08.11.15  | 19,4 31.12.21  | 39 2019    |
| Précipitations (mm)                   | 57,6          | 48,1           | 51,1           | 64,9          | 63,4          | 53,3         | 34,7          | 51,1          | 70,4          | 104,8         | 116,4          | 74,2           | 790        |

## Urbanisme

### Typologie
Au 1er janvier 2024, Saint-Auban-sur-l'Ouvèze est catégorisée commune rurale à habitat très dispersé, selon la nouvelle grille communale de densité à 7 niveaux définie par l'Insee en 2022.
Elle est située hors unité urbaine et hors attraction des villes,.

### Occupation des sols
L'occupation des sols de la commune, telle qu'elle ressort de la base de données européenne d’occupation biophysique des sols Corine Land Cover (CLC), est marquée par l'importance des forêts et milieux semi-naturels (61,2 % en 2018), en diminution par rapport à 1990 (64,4 %). La répartition détaillée en 2018 est la suivante : 
forêts (41,1 %), zones agricoles hétérogènes (38,5 %), milieux à végétation arbustive et/ou herbacée (19,6 %), espaces ouverts, sans ou avec peu de végétation (0,5 %), prairies (0,3 %). L'évolution de l’occupation des sols de la commune et de ses infrastructures peut être observée sur les différentes représentations cartographiques du territoire : la carte de Cassini (XVIIIe siècle), la carte d'état-major (1820-1866) et les cartes ou photos aériennes de l'IGN pour la période actuelle (1950 à aujourd'hui).

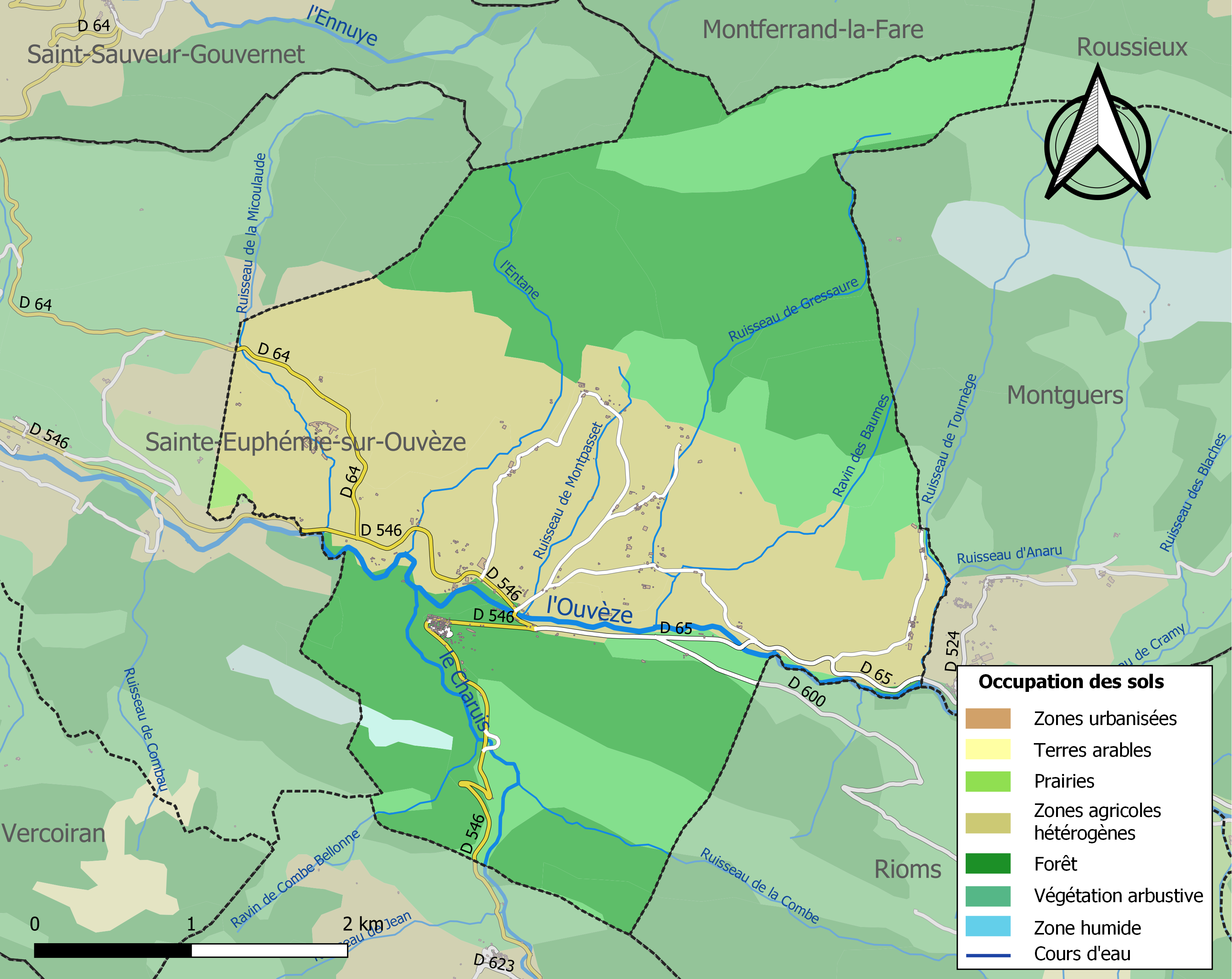
Carte des infrastructures et de l'occupation des sols de la commune en 2018 (CLC).

### Morphologie urbaine
Saint-Auban-sur-l'Ouvèze est un village perché, construit sur un éperon rocheux.

#### Quartiers, hameaux et lieux-dits
Site Géoportail (carte IGN) :
- Adret de la Combe
- Aguzon
- Chantemerle
- Clos d'Aguzon
- Douas
- Font Froide
- Grange Neuve
- Grédelin
- la Blache
- la Ciresse
- l'Aire de la Motte
- la Serre
- la Truchière
- la Tuilière
- Laumier
- le Châtelard
- le Clot
- le Palais
- le Pont
- le Pouzet
- les Bouisses
- les Essarts
- les Mourres
- l'Ubac de la Combe
- Rochas
- Saint-Pierre
- Saint-Roman
- Séran
- Terre Neuve

Anciens quartiers, hameaux et lieux-dits :
- Aguzon, ferme et quartier attestés en 1891[14].

## Toponymie

### Attestations
Dictionnaire topographique du département de la Drôme :
- 1250 : mention de la paroisse : capella Sancti Albani (cartulaire de Saint-Victor, 1118).
- 1277 : tenementum de Sancto Albano (inventaire des dauphins, 220).
- 1310 : castrum Sancti Albani in valle Ruina (inventaire Morin-Pons, 22).
- 1516 : mention du prieuré : prioratus Sancti Albani (pouillé de Gap).
- 1544 : Sainct Auban (archives de la Drôme, E 4746).
- 1550 : Sainct Albin (archives de la Drôme, E 2980).
- 1633 : Saint Auben (archives de la Drôme, E 3405).
- 1793 : Auban [appellation révolutionnaire].
- 1891 : Saint-Auban, commune du canton de Buis-les-Baronnies.

(non daté)[réf. nécessaire] : Saint-Auban-sur-l'Ouvèze.

## Histoire

### Du Moyen Âge à la Révolution
La seigneurie :
- Au point de vue féodal, Saint-Auban était une terre de la baronnie de Montauban.
- 1277 : elle est possédée en partie par les Rambaud.
- 1334 : toute la terre est possédée par les Adhémar.
- Les Adhémar donne une charte de libertés municipales aux habitants.
- 1421 : les trois cinquièmes de la terre passent (par mariage) à Lancelot, bâtard de Poitiers.
- 1439 : Lancelot cède sa part aux Pape.
- 1531 : les deux cinquièmes restant sont vendus aux Draguignan.
- 1534 : les Pape vendent une partie de Saint-Auban aux Silve.
- Les Pape recouvrent la partie des Silve et achètent celle des Draguignan. La seigneurie est réunifiée.
- Milieu XVIIe siècle : la terre passe (par mariage) aux Bimard.
- Elle passe aux Sade, derniers seigneurs.

Avant 1790, Saint-Auban était une communauté de l'élection de Montélimar, de la subdélégation et du bailliage du Buis.

Elle formait une paroisse du diocèse de Gap dont l'église, sous le vocable de Notre-Dame-de-Lespinasse, était celle d'un prieuré séculier. Les dîmes appartenaient au prieur qui présentait à la cure.

### De la Révolution à nos jours
En 1790, la commune est comprise dans le canton de Montauban. La réorganisation de l'an VIII (1799-1800) la place dans le canton de Buis-les-Baronnies.

## Politique et administration

### Liste des maires
| Période                                                                      | Période                       | Identité                               | Étiquette | Qualité                            |
| ---------------------------------------------------------------------------- | ----------------------------- | -------------------------------------- | --------- | ---------------------------------- |
| Les données manquantes sont à compléter. : de la Révolution au Second Empire |                               |                                        |           |                                    |
| 1790                                                                         | 1871                          | ?                                      |           |                                    |
| Les données manquantes sont à compléter. : depuis la fin du Second Empire    |                               |                                        |           |                                    |
| 1871                                                                         |                               | ?                                      |           |                                    |
| 1874                                                                         |                               | ?                                      |           |                                    |
| 1878                                                                         |                               | ?                                      |           |                                    |
| 1884                                                                         |                               | ?                                      |           |                                    |
| 1888                                                                         |                               | ?                                      |           |                                    |
| 1892                                                                         |                               | ?                                      |           |                                    |
| 1896                                                                         |                               | ?                                      |           |                                    |
| 1900                                                                         |                               | ?                                      |           |                                    |
| 1904                                                                         |                               | ?                                      |           |                                    |
| 1908                                                                         |                               | ?                                      |           |                                    |
| 1912                                                                         |                               | ?                                      |           |                                    |
| 1919                                                                         |                               | ?                                      |           |                                    |
| 1925                                                                         |                               | ?                                      |           |                                    |
| 1929                                                                         |                               | ?                                      |           |                                    |
| 1935                                                                         |                               | ?                                      |           |                                    |
| 1945                                                                         |                               | ?                                      |           |                                    |
| 1947                                                                         |                               | ?                                      |           |                                    |
| 1953                                                                         |                               | ?                                      |           |                                    |
| 1959                                                                         | 1960                          | ?                                      |           |                                    |
| 1960 (élection ?)                                                            |                               | Robert Bontoux                         | Centre    | agriculteur (membre du CA du CDJA) |
| 1965                                                                         | 1965                          | Robert Bontoux                         |           | maire sortant                      |
| 1971                                                                         | 1977                          | Robert Bontoux                         |           | maire sortant                      |
| 1977                                                                         | 1983                          | Robert Bontoux                         |           | maire sortant                      |
| 1983                                                                         | 1989                          | Claude Rigaud                          |           | directrice d'école                 |
| 1989                                                                         | 1995                          | Claude Rigaud (mme)                    |           | maire sortante                     |
| 1995                                                                         | 2001                          | Lucien Rochas                          |           |                                    |
| 2001                                                                         | 2008                          | Lucien Rochas                          |           | maire sortant                      |
| 2008                                                                         | 2014                          | Véronique Chauvet                      | DVG       | agricultrice                       |
| 2014                                                                         | 2020                          | Véronique Chauvet                      |           | maire sortante                     |
| 2020                                                                         | En cours (au 22 janvier 2021) | Véronique Chauvet[source insuffisante] |           | maire sortante                     |

## Population et société

### Démographie
L'évolution du nombre d'habitants est connue à travers les recensements de la population effectués dans la commune depuis 1793. Pour les communes de moins de 10 000 habitants, une enquête de recensement portant sur toute la population est réalisée tous les cinq ans, les populations de référence des années intermédiaires étant quant à elles estimées par interpolation ou extrapolation. Pour la commune, le premier recensement exhaustif entrant dans le cadre du nouveau dispositif a été réalisé en 2008.

En 2022, la commune comptait 204 habitants, en évolution de −5,12 % par rapport à 2016 (Drôme : +2,64 %, France hors Mayotte : +2,11 %).
| 1793 | 1800 | 1806 | 1821 | 1831 | 1836 | 1841 | 1846 | 1851 |
| ---- | ---- | ---- | ---- | ---- | ---- | ---- | ---- | ---- |
| 512  | 422  | 488  | 502  | 506  | 463  | 501  | 525  | 517  |

| 1856 | 1861 | 1866 | 1872 | 1876 | 1881 | 1886 | 1891 | 1896 |
| ---- | ---- | ---- | ---- | ---- | ---- | ---- | ---- | ---- |
| 500  | 506  | 550  | 530  | 509  | 519  | 532  | 450  | 426  |

| 1901 | 1906 | 1911 | 1921 | 1926 | 1931 | 1936 | 1946 | 1954 |
| ---- | ---- | ---- | ---- | ---- | ---- | ---- | ---- | ---- |
| 428  | 405  | 357  | 303  | 272  | 255  | 261  | 219  | 198  |

| 1962 | 1968 | 1975 | 1982 | 1990 | 1999 | 2006 | 2008 | 2013 |
| ---- | ---- | ---- | ---- | ---- | ---- | ---- | ---- | ---- |
| 201  | 215  | 206  | 213  | 200  | 188  | 203  | 208  | 220  |

| 2018 | 2022 | - | - | - | - | - | - | - |
| ---- | ---- | - | - | - | - | - | - | - |
| 212  | 204  | - | - | - | - | - | - | - |

### Enseignement
Saint-Auban-sur-Ouvèze dépend de l'académie de Grenoble.
Les élèves commencent leur scolarité dans la commune. L'école est composée de deux classes (18 élèves de maternelle et 36 élèves de primaire). Une classe a fermé en 2017.

Le collège le plus proche se trouve à Buis-les-Baronnies.

Le lycée le plus proche est à Nyons.

### Santé
La commune possède un cabinet médical avec un médecin.
L'hôpital le plus proche est à Buis-les-Baronnies (à 16 km).

### Manifestations culturelles et festivités
- Fête : le dimanche suivant le 15 juillet[3].

### Loisirs
- Baignade[3].
- Pêche[3].

## Économie

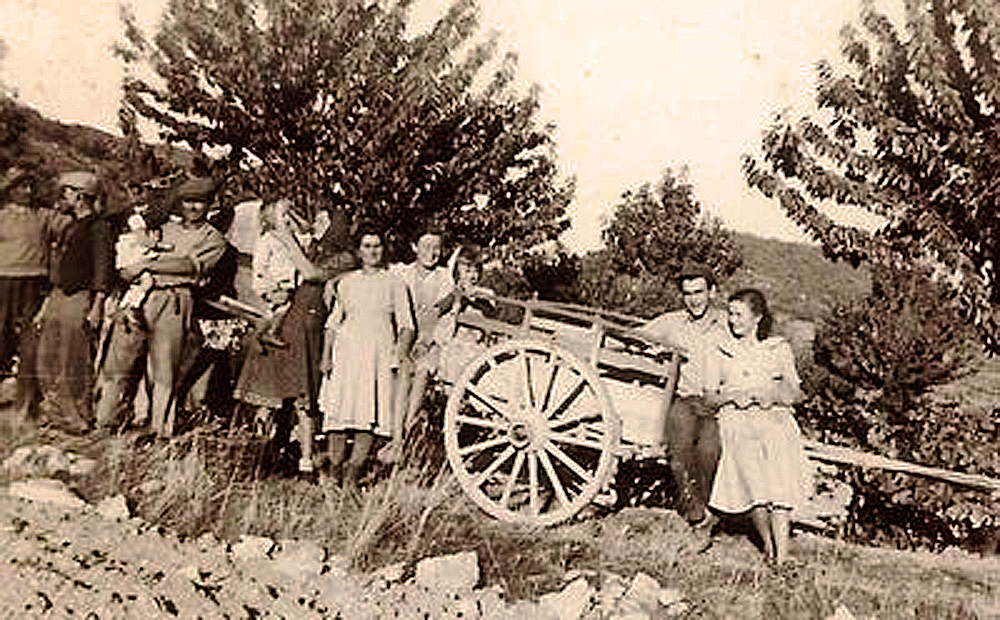
Vendanges au Pouzet à Saint-Auban-sur-l'Ouvèze.

### Agriculture
En 1992 : châtaigneraie, lavande et lavandin, vignes, ovins.
- Foires : le 17 janvier, le lundi suivant le 11 novembre[3].

Le Chatelard 1802 est une société de production de lavande appartenant à la famille Montaud depuis deux siècles. Elle est mise en redressement judiciaire en 2019, à la suite de la faillite des investisseurs chinois qui étaient rentrés majoritaire au capital de la société quelques années auparavant[réf. nécessaire].

### Commerce
Le restaurant La Clavelière, qui porte le label Bistrot de pays, adhère a une charte qui a but de « contribuer à la conservation et à l’animation du tissu économique et social en milieu rural par le maintien d’un lieu de vie du village ».

## Culture locale et patrimoine

### Lieux et monuments
- Vestiges du château[3].

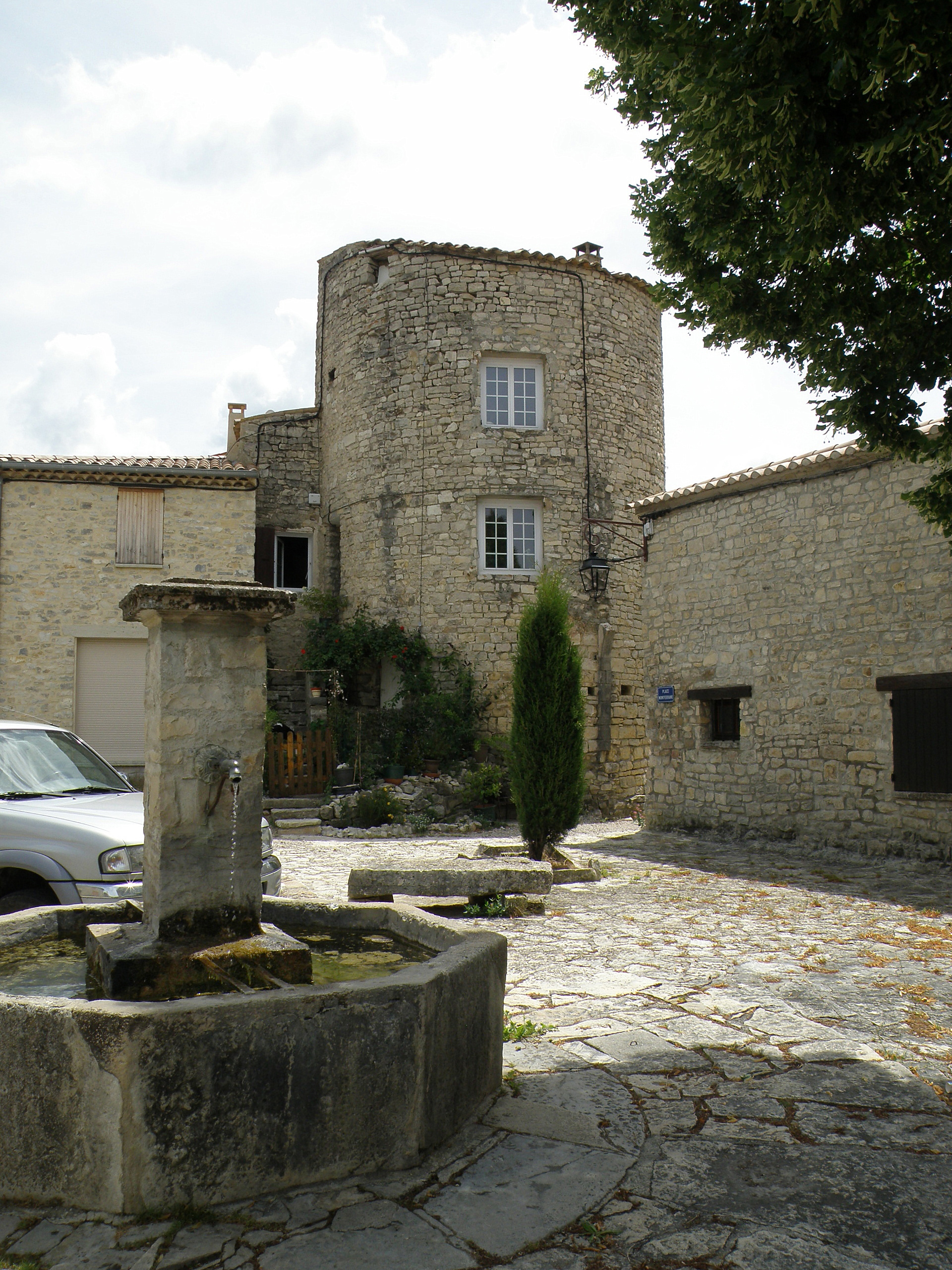
Tour et fontaine dans le vieux bourg.

- Tour dominant le village fortifié[réf. nécessaire].
- Porte basse des remparts datant des XIVe et XVe siècles[réf. nécessaire].
- Ruines du monastère Saint-Pierre[3].
- Maisons Renaissance[3].
- Ancienne maison familiale des comtes de Rioms[3].
- Vieilles rues[3].
- Passage voûté à plafond en poutres de bois[réf. nécessaire].
- Église Saint-Antoine de Saint-Auban-sur-l'Ouvèze du XIXe siècle[3] (de 1870[réf. nécessaire]).
- Fontaine Tête de cygnes à l'ombre d'un tilleul centenaire[réf. nécessaire].

### Patrimoine naturel
- La Caverne de l'Ours[3] au nord-ouest de la commune[2].

### Personnalités liées à la commune
- Jean-François Paillard (né en 1928, mort en 2013 à Saint-Auban) : chef d'orchestre français[27].

### Héraldique, logotype et devise
|  | Saint-Auban-sur-l'Ouvèze possède des armoiries dont l'origine et le blasonnement exact ne sont pas disponibles. |